# Hồi kí Vanitas
Hồi kí Vanitas (Nhật: ヴァニタスの手記 Hepburn: Vanitasu no Karute) là một bộ manga do Mochizuki Jun viết và vẽ minh họa. Các chương truyện riêng lẻ bắt đầu được phát hành trong tạp chí Monthly Gangan Joker từ tháng 12 năm 2015. Bộ truyện được công bố sau khi Mochizuki hoàn thành tác phẩm trước của cô là Pandora Hearts. Bối cảnh câu chuyện đặt tại Paris của Pháp vào thế kỉ 19, với nội dung xoay quanh chủ đề ma cà rồng và steampunk. Bộ truyện được nhà xuất bản Kim Đồng phát hành tại Việt Nam. Bản chuyển thể anime truyền hình được sản xuất bởi hãng Bones. Phần đầu phát sóng từ tháng 7 đến tháng 9 năm 2021, phần hai phát sóng từ tháng 1 đến tháng 4 năm 2022.
Vào ngày 3 tháng 12 năm 2015, Yen Press đã công bố trên Twitter rằng các chương truyện sẽ được xuất bản song song với Nhật Bản.

## Nhân vật
Vanitas (ヴァニタス Vanitasu)
Lồng tiếng bởi: Natsuki Hanae
Anh sở hữu một cuốn ma đạo thư gọi là "Cuốn sách của Vanitas". Dù là con người, Vanitas từng bị Ma cà rồng của tộc Mặt trăng xanh cắn trúng khiến anh trở thành một phần của tộc.
Noé Archiviste (ノエ・アルシヴィスト Noe Akibisuto)
Lồng tiếng bởi: Kaito Ishikawa
Một ma cà rồng và là thành viên của tộc Archivist, có khả năng xem thấy ký ức của một người sau khi uống máu của họ. Anh gia nhập cùng Vanitas trong nhiệm vụ cứu giúp những ma cà rồng bị nguyền rủa trở về nguyên dạng. Noé có một con mèo trắng tên là Murr.
Vanitas of the Blue Moon
Con ma cà rồng đầu tiên của Mặt trăng xanh và là người viết ra "Cuốn sách của Vanitas".
Lucius "Luca" Oriflamme (ルキウス・オリフラム Rukiusu Orifuramu)
Lồng tiếng bởi: Shino Shimoji
Một ma cà rồng quý tộc. Cậu tìm kiếm "Cuốn sách của Vanitas" với hy vọng có thể cứu giúp anh trai của mình.
Jeanne (ジャンヌ Jannu)
Lồng tiếng bởi: Inori Minase
Một cựu đao phủ và đóng vai trò là một nữ vệ sĩ của Luca.
Dominique "Domi" de Sade (ドミニク・ド・サド Dominiku do Sado)
Lồng tiếng bởi: Ai Kayano
Tiểu thư của gia đình ma cà rồng quý tộc de Sade. Cùng với chị gái của mình, Domi là con gái của Hầu tước de Sade. Cô mất đi một người anh trai song sinh Louis khi còn nhỏ.
Louis de Sade (ルイ・ド・サド Rui do Sado)
Lồng tiếng bởi: Miyuri Shimabukuro
Anh trai song sinh của Dominique và bạn thuở nhỏ của Noé.
Dante (ダンテ)
Lồng tiếng bởi: Tarō Kiuchi
Một "bán nhân bán ma ca rồng" thường chia sẻ thông tin cho Vanitas.
Amelia Ruth (アメリア・ルース Ameria Rūsu)
Lồng tiếng bởi: Noriko Shitaya
Một nữ hầu gái ma cà rồng làm việc tại khách sạn Chouchou, nơi Vanitas và Noé nghỉ chân khi đến Paris. Ban đầu bị mất kiểm soát do "Lời Nguyền" nhưng được Noé và Vanitas cứu.
Parks Orlok (パークス・オルロック Pākusu Orurokku)
Lồng tiếng bởi: Itaru Yamamoto
Ma cà rồng có vai trò là cảnh sát trưởng của Paris và kiểm soát những vấn đề liên quan tới Ma cà rồng.
Nox (ノックス Nokkusu)
Lồng tiếng bởi: Arisa Kiyoto
Cô làm việc với tư cách là một cận vệ riêng của Parks Orlok cùng anh trai mình.
Manet (マーネ Māne)
Lồng tiếng bởi: Itsuki Kurita
Một cận vệ riêng của Count Parks Orlok, anh trai của Nox.
Veronica de Sade (ヴェロニカ・ド・サド Veronika do Sado)
Lồng tiếng bởi: Yōko Hikasa
Chị gái của Dominique.
August Ruthven (オーガスト・ルスヴン Ōgasuto Rusuvun)
Lồng tiếng bởi: Toshiyuki Morikawa
Chúa tể của ma cà rồng và người đã giúp trận chiến giữa ma cà rồng và con người kết thúc êm đềm. Hiện tại, ông đang phục vụ nữ hoàng ma cà rồng với tư cách là thành viên của viện nguyên lão.
Roland Fortis (ローラン・フォルティス Rōran Forutisu)
Lồng tiếng bởi: Kawanishi Kengo
1 Thánh kị sĩ (Paladin) tại nhà thờ công giáo. Anh mang trên tay một ngọn giáo hùng mạnh tên là "Durandal".
Olivier (オリヴィエ Orivie)
Lồng tiếng bởi: Maeno Tomoaki
Một Thánh hiệp sĩ và là bạn cũ của Roland. Anh sở hữu một thanh kiếm tên là "Hauteclaire".
Astolfo Granatum (アストルフォ・グラナトゥム Asutorufo Guranatumu)
Xuất thân từ một gia đình có quan hệ lâu đời với nhà thờ. Anh sở hữu một ngọn giáo hùng mạnh được gọi là "Louisette".
Sensei (先生)
Lồng tiếng bởi: Ishida Akira
Ông nội của Louis, Dominique và Veronica de Sade, có quan hệ với nữ hoàng ma cà rồng. Ông cũng là người nuôi dậy Noé, sau này gửi Noé đến Paris để tìm hiểu về "Cuốn sách của Vanitas".

## Truyền thông

### Manga
Hồi kí Vanitas do tác giả Mochizuki Jun viết lời và vẽ minh họa. Bộ truyện được đăng tải trên tạp chí Monthly Gangan Joker của Square Enix kể từ ngày 22 tháng 12 năm 2015. Vào tháng 4 năm 2020, bộ truyện bị tạm hoãn sáng tác một thời gian do ảnh hưởng của đại dịch COVID-19, trước khi được xuất bản trở lại vào tháng 11 cùng năm. Square Enix đã tổng hợp các chương truyện và xuất bản thành mười một tập khổ tankōbon. Tập truyện đầu tiên được phát hành vào ngày 22 tháng 4 năm 2016.
Yen Press phát hành bản dịch tiếng Anh của bộ truyện tại Bắc Mĩ vào năm 2016. Tại Việt Nam, nhà xuất bản Kim Đồng phát hành bộ truyện dưới tên Hồi kí Vanitas vào tháng 12 năm 2017 và tính đến tháng 12 năm 2020, đã xuất bản ra tám tập bằng tiếng Việt.

### Anime
Vào tháng 3 năm 2021, bộ truyện được thông báo sẽ nhận một bản chuyển thể anime dài tập do xưởng phim Bones sản xuất. Bộ anime do Imatura Tomoyuki làm đạo diễn, Akao Deko viết kịch bản và Ito Yoshiyuki thiết kế nhân vật. Kajiura Yuki đảm nhận soạn phần nhạc. Bài hát mở đầu là "Sora to Utsuro" do giọng ca Sasanomaly trình bày, còn bài hát kết thúc là "0 (zero)" được thực hiện bởi LMYK.
Anime được chia làm hai phần, phần đầu tiên được phát sóng trên Tokyo MX và các kênh truyền hình khác tại Nhật Bản kể từ ngày 3 tháng 7 năm 2021. Trong khi phần thứ hai phát sóng từ ngày 15 tháng 1 đến ngày 2 tháng 4 năm 2022. Funimation phát trực tuyến bộ anime với phụ đề tiếng Anh bên ngoài khu vực châu Á, đồng thời công chiếu thêm một bản lồng tiếng Anh vào tháng sau. Plus Media Networks Asia phát sóng anime tại khu vực Đông Á trên kênh Aniplus Asia.